# Fedcupový tým Švédska
Fedcupový tým Švédska reprezentuje Švédsko v Billie Jean King Cupu od druhého ročníku soutěže, který se konal v roce 1964 pod vedením národního tenisového svazu. Kapitánkou je Johanna Larssonová.

## Historie
Švédsko se čtyřikrát probojovalo do čtvrtfinále, a to v letech 1970, 1977, 1980 a 1988.
V roce 2011 hrálo Světovou skupinu II, kde nestačilo na Ukrajinu po výsledku 2–3. V dubnu 2011 pak v následné baráži podlehlo Švýcarsku poměrem 1–4 a sestoupilo do regionální zóny.
V roce 2012 hraje 1. skupinu zóny Evropy a Afriky.

## Složení
k dubnu 2023
- Rebecca Petersonová
- Caijsa Wilda Hennemannová
- Kajsa Rinaldo Perssonová
- Jacqueline Cabaj Awadová